# Атомен подводен крайцер със стратегическо предназначение
Атомните подводни крайцери със стратегическо предназначение са ядрени подводници въоръжени с балистични ракети, предназначени за нападения на стратегически важни военни и промишлени обекти на противника.
Към 2010 г. само две държави в света притежават такова въоръжение – връх на тризъбеца на ядрената триада (Русия и САЩ).
Русия има разработени 4-ри класа атомни подводни крайцери със стратегическо предназначение от които към 2010 г. тази функция изпълняват подводници по проект 667БДР „Калмар“ и подводници по проект 667БДРМ „Делфин“ (2-ро поколение), а подводниците по проект 941 „Акула“ (най-големите в историята) са снети от въоръжение, като акцентът е върху строежа на последните и най-нови по проект „Борей“.
Съединените щати имат разработени три класа атомни подводни крайцери, като към 2010 г. със стратегическо предназначение са подводниците тип „Охайо“.